# Лариса Кремаста
Лариса Кремаста (на гръцки: Κρεμαστὴ Λάρισσα) е древен град в Антична Тесалия.
Унищожен е от земетресение в 426 г. пр.н.е. Не се знае каква е връзката му и има ли такава с другата Лариса, наричана от античните автори още Лариса Пеласгия.
В 200 г. пр.н.е. по време на втората македонска война е превзет от римляните, с изключение на неговата цитадела. 
Страбон споменава, че се е намирал в днешна Фтиотида, източно от Отрис и на разстояние от двадесет стадия от брега, недалеч от град Екино. 